# ناتالیا (خواننده بلژیکی)
ناتالیا درویتس (انگلیسی: Natalia Druyts) با نام هنری ناتالیا (انگلیسی: Natalia؛ زادهٔ ۳ دسامبر ۱۹۸۰) خواننده سبک‌های ریتم اند بلوز، پاپ، راک اهل بلژیک است. وی از سال ۲۰۰۳ میلادی تاکنون مشغول فعالیت بوده‌است.